# Liga ASOBAL 2013-2014
La Liga ASOBAL 2013 - 2014 è la 63ª edizione del torneo di primo livello del campionato spagnolo di pallamano maschile.

## Squadre partecipanti
| Città        | Club                       | Palasport                     | Stagione precedente |  |
| ------------ | -------------------------- | ----------------------------- | ------------------- |  |
| Puente Genil | Handball Club Puente Genil |                               |                     |  |
| Barcellona   | Barcellona                 | Palau Blaugrana               | Campione di Spagna  |  |
| Saragozza    | Aragona                    | Pabellón Príncipe Felipe      |                     |  |
| Huesca       | Huesca                     | Palacio Municipal de Deportes |                     |  |